# Syllitus undulatus
Syllitus undulatus är en skalbaggsart som beskrevs av Heller 1914. Syllitus undulatus ingår i släktet Syllitus och familjen långhorningar. Inga underarter finns listade i Catalogue of Life.